# Servatj (vattendrag i Belarus, lat 53,65, long 26,23)
Servatj (vitryska: Сэрвач, ryska: Servech’) är ett vattendrag i Belarus. Det ligger i den centrala delen av landet, 90 km väster om huvudstaden Minsk.
Trakten runt Servatj består till största delen av jordbruksmark. Runt Servatj är det ganska glesbefolkat, med 27 invånare per kvadratkilometer.